# Deeply Concerned
Deeply Concerned – dwunasty album studyjny Don Carlosa, jamajskiego wykonawcy muzyki roots reggae.
Płyta została wydana w roku 1987 przez waszyngtońską wytwórnię RAS Records. Nagrania zarejestrowane zostały w studiach Channel One w Kingston oraz Lion & Fox w Waszyngtonie. Ich produkcją zajął się sam wokalista. W roku 1990 album został wznowiony przez RAS w postaci płyty CD, natomiast w roku 2006 nakładem Don Carlos Records ukazała się kolejna jego reedycja, zawierająca także kilka dodatkowych utworów z poprzednich krążków artysty.

## Lista utworów

### Strona A
1. "Deeply Concerned"
2. "Cool Johnny Cool"
3. "Ruff We Ruff"
4. "Ruff We Ruff Version"
5. "Jah People Unite"

### Strona B
1. "Black Station White Station"
2. "Satan Control Them"
3. "Money Lover"
4. "Night Rider (In Danger)"
5. "Crazy Girl"

## Muzycy
- Lester Fari - gitara
- Eric "Bingy Bunny" Lamont - gitara rytmiczna
- Errol "Flabba" Holt - gitara basowa
- Chris Meredith - gitara basowa
- Lincoln "Style" Scott - perkusja
- Noel "Skully" Simms - perkusja
- Bernard "Burn-I" Green - perkusja
- Wilburn "Squidley" Cole - perkusja
- Uziah "Sticky" Thompson - perkusja
- Wycliffe "Steely" Johnson - fortepian
- Gladstone Anderson - fortepian
- Tony "Asha" Brissett - keyboard
- Howard "Swelele" DaCosta - keyboard
- Felix "Deadly Headley" Bennett - saksofon
- Bobby Ellis - trąbka
- Sharon Spencer - chórki
- Glenize Spencer - chórki
- Dolphin "Naggo" Morris - chórki
- Harold "Rankin Scroo" Johnson - chórki